# John Douglas (arkitekt)
John Douglas, född 11 april 1830 i Sandiway, Cheshire, död 23 maj 1911, var en engelsk arkitekt som ritade över 500 byggnader i Cheshire och nordvästra England.
Av de ungefär 500 byggnader som Douglas ritade var över 40 kyrkor. Förutom kyrkor ritade han hotell, butiker, sjukhus, skolor, broar, bibliotek och en obelisk. Eftersom Douglas arkitektbyrå var belägen i Chester, ligger de flesta av hans byggnader i Chester med omnejd. Vissa av hans byggnader är dock belägna i Lancashire, Staffordshire, Warwickshire och Skottland. De flesta av hans verk har bevarats till eftervärlden, i synnerhet hans kyrkor.
Trots att han främst ritade i eklektisk stil tog Douglas inspiration från nygotiken och byggde ofta med korsvirke.

## Tidigt liv
Douglas föddes den 11 april 1830 i Sandiway, Cheshire, som son till John Douglas och Mary Swindley.
I mitten av 1840-talet började han praktisera hos Edward Graham Paley. År 1855 ska Douglas ha börjat praktisera på egen hand, men inte förrän 1860 öppnade han sin arkitektbyrå i Chester.

## Praktisering
Douglas fortsatte arbeta på egen hand fram till 1884, då han istället började driva verksamheten tillsammans med Daniel Porter Fordham. Douglas samarbetade med honom fram till 1898, då Fordham började arbeta på egen hand. Istället inledde Douglas ett samarbete med Charles Howard Minshull.

## Verk

### Kyrkor

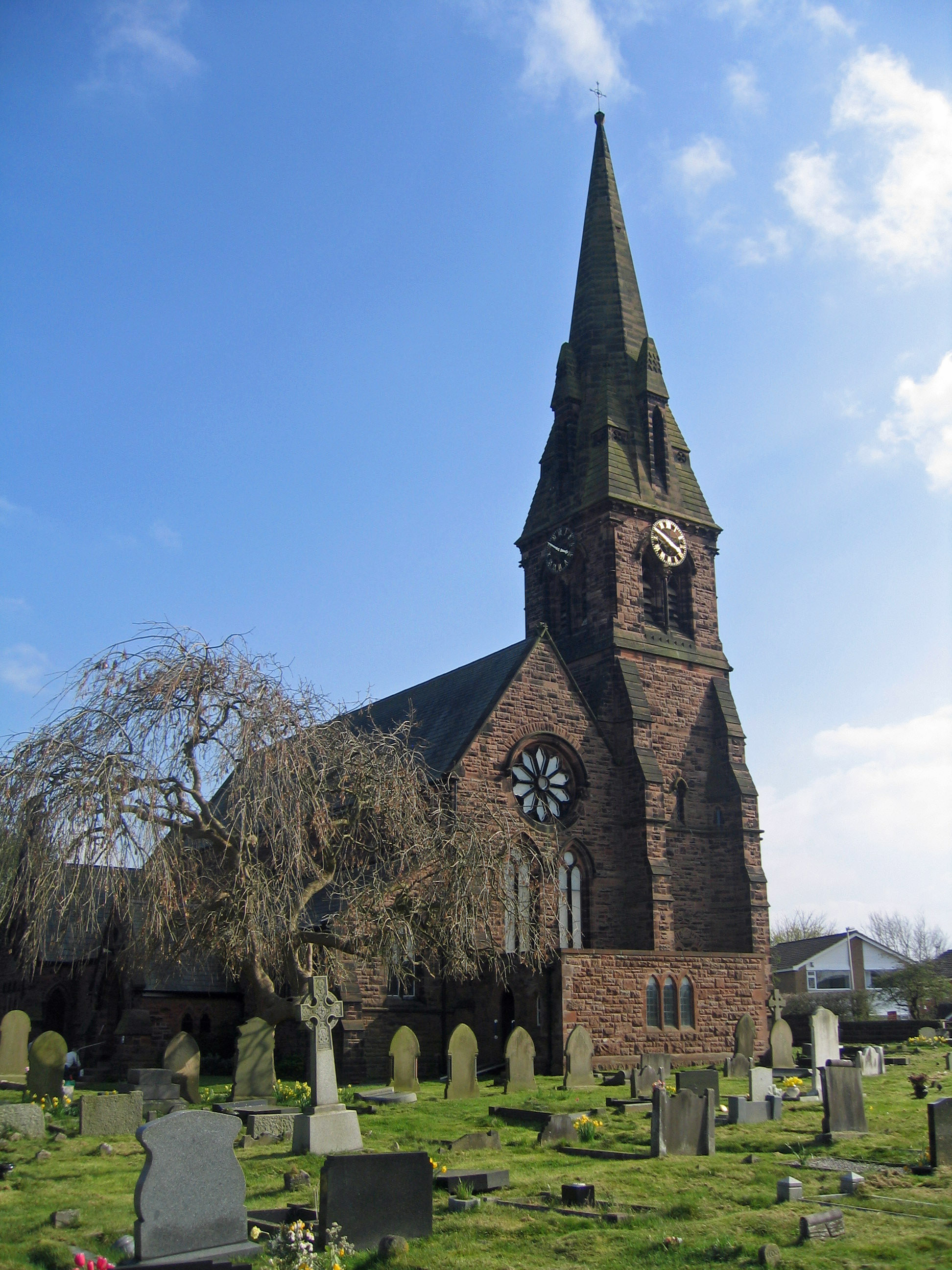
St John's Church i Winsford.

Under sin karriär ritade Douglas 41 kyrkor. Den första, St John the Evangelist's Church i Winsford, invigdes 1863. Hans andra verk blev Over United Reformed Church, även den belägen i Windsford, innan han ritade en butik i Warrington 1864. Kort därefter började han arbeta för familjen Grosvenor och ritade  både Grosvenor Park i Chester och St John the Baptist's Church i Aldford under denna period. En annan kyrka Douglas ritade tidigt i karriären var Old St Ann's Church i Warrington. 
På 1870-talet ritade Douglas flera kyrkor helt i sten. Dessa var bland annat St John's Church i Hartford, St Paul's Church i Marston, St Stephen's Church i Muolton, Church of St Mary the Virgin i Halkyn och St John the Evangelist's Church i Mold.
Senare i karriären restaurerade han även kyrkor, bland annat St Mary's Church i Whitegate och Christ Church i Chester.

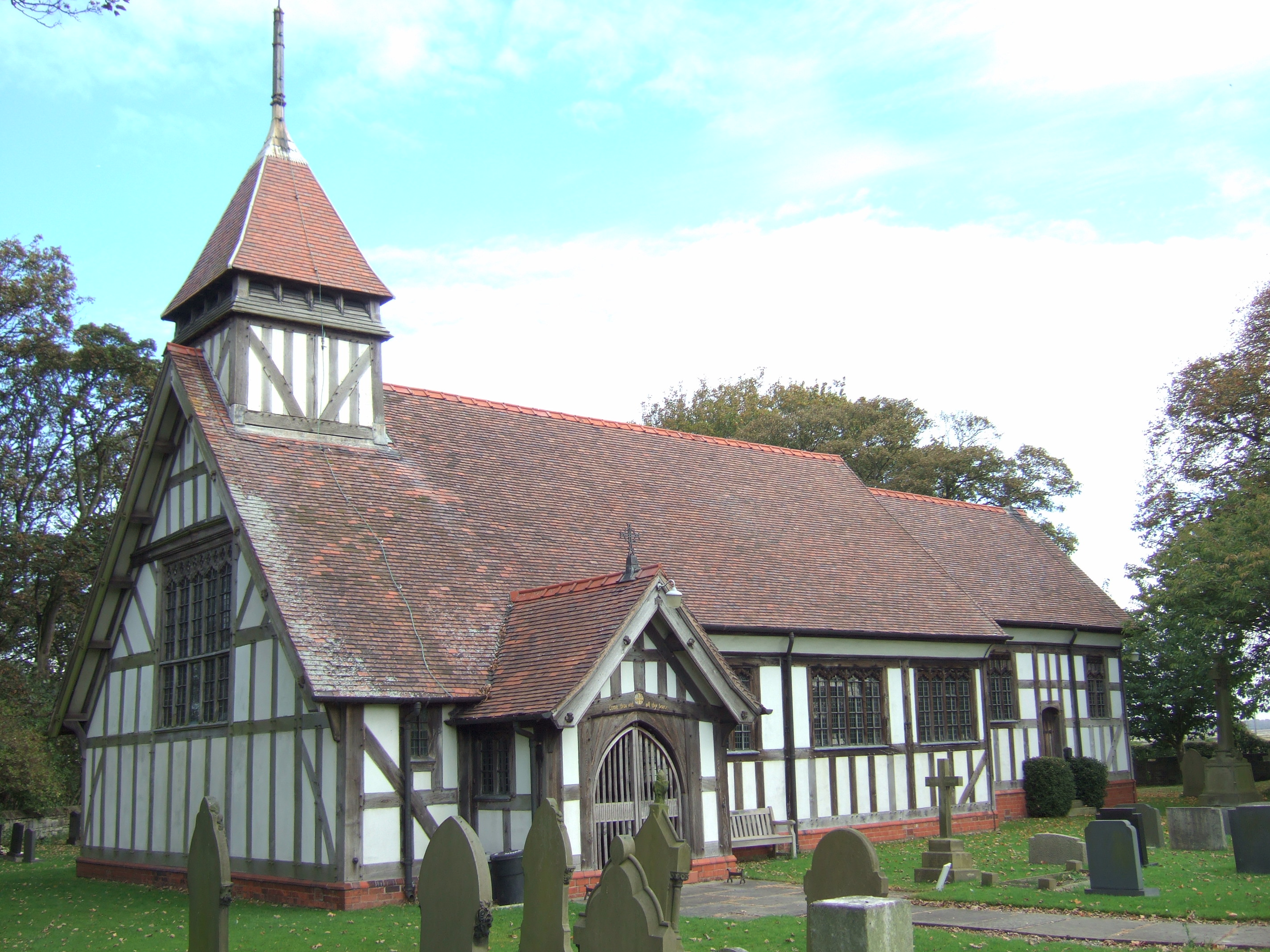
St Michael and All Angels Church i Altcar

### Övriga byggnader
1867 började Douglas rita på sin första större byggnad, Oakmere Hall, belägen mellan Cuddington och Sandiway. I början av 1870-talet ritade han istället ofta mindre hus, exempelvis stugor, villor och skolor. Dock började han senare på 1870-talet rita större byggnader, exempelvis The Gelli. Douglas fortsatte rita stora byggnader på 1880-talet och ritade bland annat huset Plas Mynach 1883. 1883 var också året då han ritade en av sina största byggnader, Barrowmore Hall, som förstördes av en landmina 1940. Douglas slutförde även banken Grosvenor Club and North and South Wales Bank i Chester 1883.

### Douglas och Fordham
Douglas och Daniel Peter Fordham drev en verksamhet tillsammans från 1884 till 1898. 1885 till 1887 ritade de Abbeystead house, ett engelskt country house, och under slutet av 1880-talet restaurerade de flera slott. Douglas och Fordham ritade och restaurerade även flera kyrkor, och 1884 ritade de St Deiniol's Church  i Criccieth. Denna kyrka följdes av fler, bland andra Christ Church i Rossett, St Paul's Church i Colwyn Bay, St Andrew's Church i West Kirby, St John's Church i Barmouth och Christ Church i Bryn-y-Maen. 1893 ritade Douglas sin sista stora byggnad, Brocksford Hall nära Doveridge. I mitten av 1890-talet ritade de flera byggnader i mönstersamhället Port Sunlight, däribland en skola och en bro.

### Douglas och Minshull
1898 började Douglas istället samarbeta med Charles Howard Minshull. Den första byggnaden de ritade var St Oswald's Chambers i Chester. Byggnaden följdes av flera andra i Chester, exempelvis Eastgateklockan som kom att bli den näst mest fotograferade klockan i Storbritannien. I början av 1900-talet ritade Douglas St Deiniol's Library som slutfördes 1906.
Från år 1909 arbetade Douglas på egen hand och ritade då St Matthew's Church i Saltney. Hans sista stora projekt blev att rita ett torn till St John's Church i Colwyn Bay, men han dog innan det hann slutföras.

## Familj
1860 gifte sig Douglas med Elizabeth Edmunds, och tillsammans fick de fem barn. Dock överlevde endast två barn till vuxen ålder. Edmunds dog 1878 i laryngit, och Douglas levde ensam efter det. Han byggde sig själv ett hus vid namn Walmoore Hill, där han bodde tills han dog, den 23 maj 1911.